# Félix Guignot
Félix Guignot, född den 16 november 1882 i Avignon, död den 22 juni 1959 i Avignon, var en fransk läkare och entomolog.
Efter att ha studerat medicin vid Montpelliers universitet öppnade han en privatklinik i hemstaden, där han praktiserade familjemedicin och obstetrik. Regionen runt Avignon erbjöd många utmärkta möjligheter att samla vattenskalbaggar i stora floder och Camargue. Guignots första entomologiska artikel, beskrivningen av Siettitia avenionensis publicerades 1925 i Société entomologique de Frances bulletin. Tack vare publiceringen av hans 188 artiklar blev Guignot en erkänd expert. Totalt beskrev han 514 nya arter, hans entomologiska samlingar finns nu på Muséum national d'histoire naturelle. 
Guignot var en av grundarna av Société d’étude des Sciences naturelles de Vaucluse och dess ordförande mellan 1929 och 1950.
Auktorsnamnet Guignot kan användas för Félix Guignot i samband med ett vetenskapligt namn inom zoologin; se Wikipedia-artiklar som länkar till auktorsnamnet.